# Star Petroleum
Star Petroleum SA es una empresa petrolera creada en Luxemburgo en 2005 por el empresario hispano-iraní Farshad Zandi.

## Controversias

### Sudán del Sur
En Sudán del Sur obtuvo en 2010, un año antes de la independencia del país, la adjudicación del yacimiento petrolífero Bloque E con 45.000 kilómetros cuadrados y una bolsa estimada de entre 500 y 2.000 millones de barriles.
Según informaciones publicadas el expresidente del Gobierno español Felipe González se implicó personalmente en contactos al más alto nivel con Omar Al-Bashir para que Star Petroleum obtuviera la concesión. Tras la independencia, organismos independientes han mostrado inquietud sobre las condiciones poco favorables del acuerdo para el país.

### Papeles de Panamá
Star Petroleum ha sido citada en los llamados Papeles de Panamá calificándola como sociedad opaca fiscalmente así como en su accionariado. 
Se ha involucrando a personajes conocidos españoles como el presidente del Grupo Prisa, Juan Luis Cebrián